# نزلة أولاد الشيخ (مركز مطاي)
قرية نزلة أولاد الشيخ  هي إحدي القرى التابعة لمركز مطاي بمحافظة المنيا في جمهورية مصر العربية. حسب إحصاءات سنة 2006، بلغ إجمالي السكان في نزلة أولاد الشيخ 4145 نسمة، منهم 2031 رجل و2114 امرأة.